# Alfa Romeo 1750 Berlina
Este artigo é sobre o Alfa Romeo 1750 Berlina e 2000 Berlina. Para o Alfa Romeo 2000 série 102 (1958-1961), veja Alfa Romeo 2000.
O Alfa Romeo 1750 Berlina e o Alfa Romeo 2000 Berlina foram automóveis construídos pela construtora italiana Alfa Romeo. Foram produzidos de 1968 a 1977.
|  |

## 2000 Berlina
O modelo 2000 Berlina foi produzido entre 1971 e 1977. O motor tinha disposição de 1.962 cc, os faróis e a grade frontal o diferenciava do modelo 1750. Possuía dois carburadores, câmbio com cinco marchas (também contava com câmbio automático de três marchas em alguns modelos), motor de 2 litros com 132 cv (97,1 kW), produzindo 200 km/h (124 mph) de velocidade máxima, fazendo de 0 a 100 km/h em 9 segundos. O modelo teve um total de 89.840 unidades produzidas, sendo 2.200 com câmbio automático.
|  |  |